# Strumibythere
Strumibythere is een geslacht van kreeftachtigen uit de klasse van de Ostracoda (mosselkreeftjes).

## Soorten
- Strumibythere nodosa Schornikov & Mikhailova, 1990
- Strumibythere parallela Schornikov & Mikhailova, 1990
- Strumibythere postcristata Schornikov & Mikhailova, 1990
- Strumibythere postnodosa Schornikov & Mikhailova, 1990
- Strumibythere postplicata Schornikov & Mikhailova, 1990
- Strumibythere reticulata (Wang, 1983) Schornikov & Mikhailova, 1990 †
- Strumibythere tuberculata Schornikov & Mikhailova, 1990
- Strumibythere verrucosa Schornikov & Mikhailova, 1990